# Battle Girls: Time Paradox
Sengoku Otome: Momoiro Paradox (яп. 戦国乙女～桃色パラドックス～ Сэнгоку Отомэ ~Момоиро Парадоккусу~, Девы воюющих провинций: Розовый парадокс) — японский аниме-сериал, созданный студией TMS Entertainment и основанный на патинко, выпущенный компанией Heiwa. Сериал впервые начал трансляцию по японскому телеканалу TV Tokyo с 4 апреля по 27 июня 2011 года. Сериал был лицензирован в Северной Америке Sentai Filmworks под названием Battle Girls — Time Paradox.

## Сюжет
Ёсино Хидэ проходит в школе эпоху Сэнгоку и ей не очень-то удается заучивать десятки названий, дат и многое другое. Зато у неё есть телефон, чаты и блоги с многочисленными друзьями, с кем можно пообщаться. Учительница истории предупредила Ёсино, что во время летних каникул ей придется посещать летнюю школу как отстающей.
Главная героиня побежала в храм молится, чтобы узнать быстро больше о эпохе Сэнгоку. Боги поняли её просьбу дословно и перенесли её в прошлое, но с небольшим отличием… в этой версии прошлого все известные генералы, правители, воины стали девушками. Так главная героиня встречает «мисс» Ода Нобунага и её верную «помощницу» Акэти Мицухидэ. Отныне главной героине предстоит вместе с ними собирать части Алого Доспеха, который позволит Нобунаге править всей Японией. Ёсино предстоят новые и захватывающие приключения и тут даже учебник истории не поможет.

## Список персонажей
Практически все персонажи носят имя известных исторических фигур феодальной Японии:
Хидэёси Тоётоми / Ёсино Хидэ (яп. 日出・"ヒデヨシ"・佳乃)
Сэйю: Рина Хидака
Главная героиня и обычная японская школьница. Она попадает в феодальную Японию и часто демонстрирует манеры, которые свойственны только для современных людей. Она заняла в прошлом место Хидэёси Тоётоми.
Нобунага Ода (яп. 織田 ノブナガ)
Сэйю: Мэгуми Тоёгути
Феодал, она хочет собрать куски волшебной брони и объединить народы Японии. Очень жестокая и закалённая. Хорошо орудует большим мечом и может управлять огнём.
Мицухидэ Акэти (яп. 明智 ミツヒデ)
Сэйю: Эри Китамура
Верная помощница Оды, которая часто поражается поведением Хидэёси. Она стремится сделать всё, чтобы Нобунага была счастливой. Очень ревнует, когда Ода общается с Хидэёси. Она похожа на одну из одноклассниц Хидэёси.
Масамунэ Датэ (яп. 伊達 マサムネ)
Сэйю: Юка Хирата
Воин, которая связана с Нобунагой и Мицухидэ, и тайный учитель Хидэёси. Она однажды решила перенестись в прошлое, чтобы исследовать причину исчезновений людей и невольно приносит Хидэёси с собой.
Кэнсин Уэсуги (яп. 上杉 ケンシン)
Сэйю: Мария Исэ
Феодал. Использует в качестве оружия копьё с молниями. Она владеет частью Алого Доспеха и является одновременно другом и соперником с Сингэн.
Ёсимото Имагава (яп. 今川 ヨシモト)
Сэйю: Рэй Мотидзуки
Феодальный лорд. Её главным оружием является Юми. Владела левой частью Алого Доспеха, но потеряла её во время игры. Воспринимает Токугаву как маленькую сестру. В 7 серии выясняется, что она поклонница юри.
Иэясу Токугава (яп. 徳川 イエヤス)
Сэйю: Сатоми Акэсака
Приспешница Ясимото, повелевает жрицами и магией в бою. Несмотря на то, что с виду она кажется мягкой и послушной, на самом деле, она вполне способна манипулировать другими. Владеет частью Алого Доспеха. Похожа на одну из одноклассниц Хидэёси.
Сингэн Такэда (яп. 武田 シンゲン)
Сэйю: Сати Кокурю
Феодал, она управляется ветром и огнём. Владеет частью Алого Доспеха. Выражается очень неловко и не знает о силе доспеха.
Сиро (яп. シロ)
Сэйю: Нодзому Сасаки
Пёс, носит феодальный шлем и может говорить, но общается только с Хидэёси. Он хорошо осведомлён о текущих событиях.

## Список серий
| 01                                                                | Transfer Maiden «Tensō Otome» (転送乙女)         | 5 апреля 2011  |
| 02                                                                | Confused Maiden «Konwaku Otome» (困惑乙女)       | 12 апреля 2011 |
| 03                                                                | Sky Maiden «Tenkū Otome» (天空乙女)              | 19 апреля 2011 |
| 04                                                                | Confrontation Maiden «Taiketsu Otome» (対決乙女) | 26 апреля 2011 |
| 05                                                                | Ghost Story Maiden «Kaidan Otome» (怪談乙女)     | 3 мая 2011     |
| 06                                                                | Memory Maiden «Omoide Otome» (想出乙女)          | 10 мая 2011    |
| 07                                                                | Drama Maiden «Engeki Otome» (演劇乙女)           | 17 мая 2011    |
| Обозреватель ANN назвал данную серию «юрийным додзинси XVI века». |                                                  |                |
| 08                                                                | Fever Maiden «Binetsu Otome» (微熱乙女)          | 24 мая 2011    |
| 09                                                                | Saigoku Maiden «Saigoku Otome» (西国乙女)        | 31 мая 2011    |
| 10                                                                | Double Suicide Maiden «Shinjū Otome» (心中乙女)  | 7 июня 2011    |
| 11                                                                | Pillaging Maiden «Gōdatsu Otome» (強奪乙女)      | 14 июня 2011   |
| 12                                                                | Warring Maiden «Sengoku Otome» (戦国乙女)        | 21 июня 2011   |
| 13                                                                | Sunshine Maiden «Yōkō Otome» (陽光乙女)          | 27 июня 2011   |

## Критика
Представитель сайта Anime News Network отметил, что сериал не стоит того, чтобы его смотреть. Он бессмыслен и в нём нет ничего стоящего. Вместо исторической напряженности событий, все выглядит «конфетно», а попытки злодеев строить козни напоминают поведение команды «Ракета» из «Покемона».